# NGC 805
NGC 805 (również PGC 7899 lub UGC 1566) – galaktyka soczewkowata (SB0), znajdująca się w gwiazdozbiorze Trójkąta. Odkrył ją Heinrich Louis d'Arrest 26 września 1864 roku.